# John Turner (kierowca wyścigowy)
John Turner – brytyjski kierowca wyścigowy.

## Kariera
W wyścigach samochodowych Turner poświęcił się głównie startom zaliczanym do klasyfikacji Mistrzostw Świata Samochodów Sportowych. W latach 1959, 1962 Brytyjczyk pojawiał się w stawce 24-godzinnego wyścigu Le Mans. W pierwszym sezonie startów odniósł zwycięstwo w klasie GT 2.0, a w klasyfikacji generalnej był siódmy. Trzy lata później nie dojechał do mety. Poza tym startował także w wyścigach Formuły 2 w 1960 roku: Lewis-Evans Trophy oraz Coupe du Salon i w Europejskiej Formule 5000 w 1975 roku.